# Endococcus macrosporus
Endococcus macrosporus är en lavart som först beskrevs av Hepp ex Arnold, och fick sitt nu gällande namn av William Nylander 1878. 
Endococcus macrosporus ingår i släktet Endococcus, klassen Dothideomycetes, divisionen sporsäcksvampar och riket svampar.  Arten är reproducerande i Sverige. Inga underarter finns listade i Catalogue of Life.